# Centre TYPA pour l'imprimerie et les arts du papier
 (avril 2025).
Le Centre TYPA pour l'imprimerie et les arts du papier (estonien : TYPA trüki- ja paberikunstikeskus) auparavant Musée estonien de l'imprimerie et du papier (estonien : Eesti Trüki- ja Paberimuuseum)  est un musée à Tartu en Estonie.

## Présentation
Le musée privé est installé dans le campus créatif d'Aparaaditehas en bordure de la rue Kastani tänav.
Le musée expose les techniques d'impression typographique des XIXe et XXe siècles et présente l'art du papier et son histoire.
Dess ateliers spécialisés et des formations sont organisés et des impressions personnalisées sont réalisées.
Le centre TYPA est la seule institution, de la région des pays baltes et de la Finlande, spécialisée dans l'impression et l'art du papier.

## Activités
Les activités du centre TYPA comprennent la présentation de l'exposition aux visiteurs, y compris des visites, des ateliers et un programme éducatif polyvalent pour les groupes scolaires, la fabrication de produits et d'impressions, l'accueil d'artistes mondiaux dans le cadre du programme de résidence, la création et la mise en œuvre d'un atelier de gravure. 
Dans les salles de classe, le visiteur peut découvrir les techniques les plus simples de l'impression et de l'art du papier : impression et reliure de cahiers, fabrication de papier, etc. 
Les formations approfondies introduisent à des techniques plus avancées telles que la linogravure, la pointe sèche et le cyanotype.

## Galerie

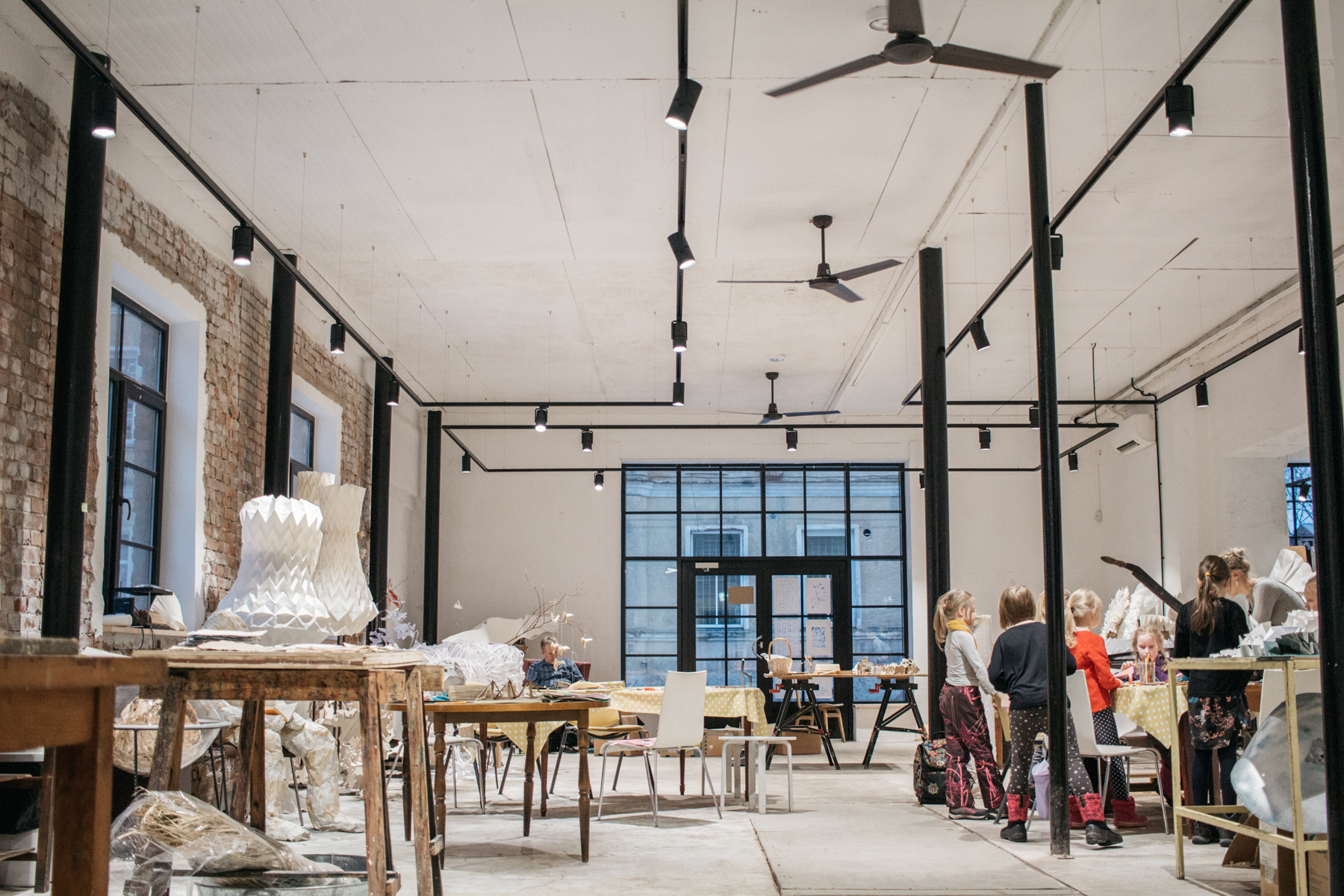
L'art du papier.
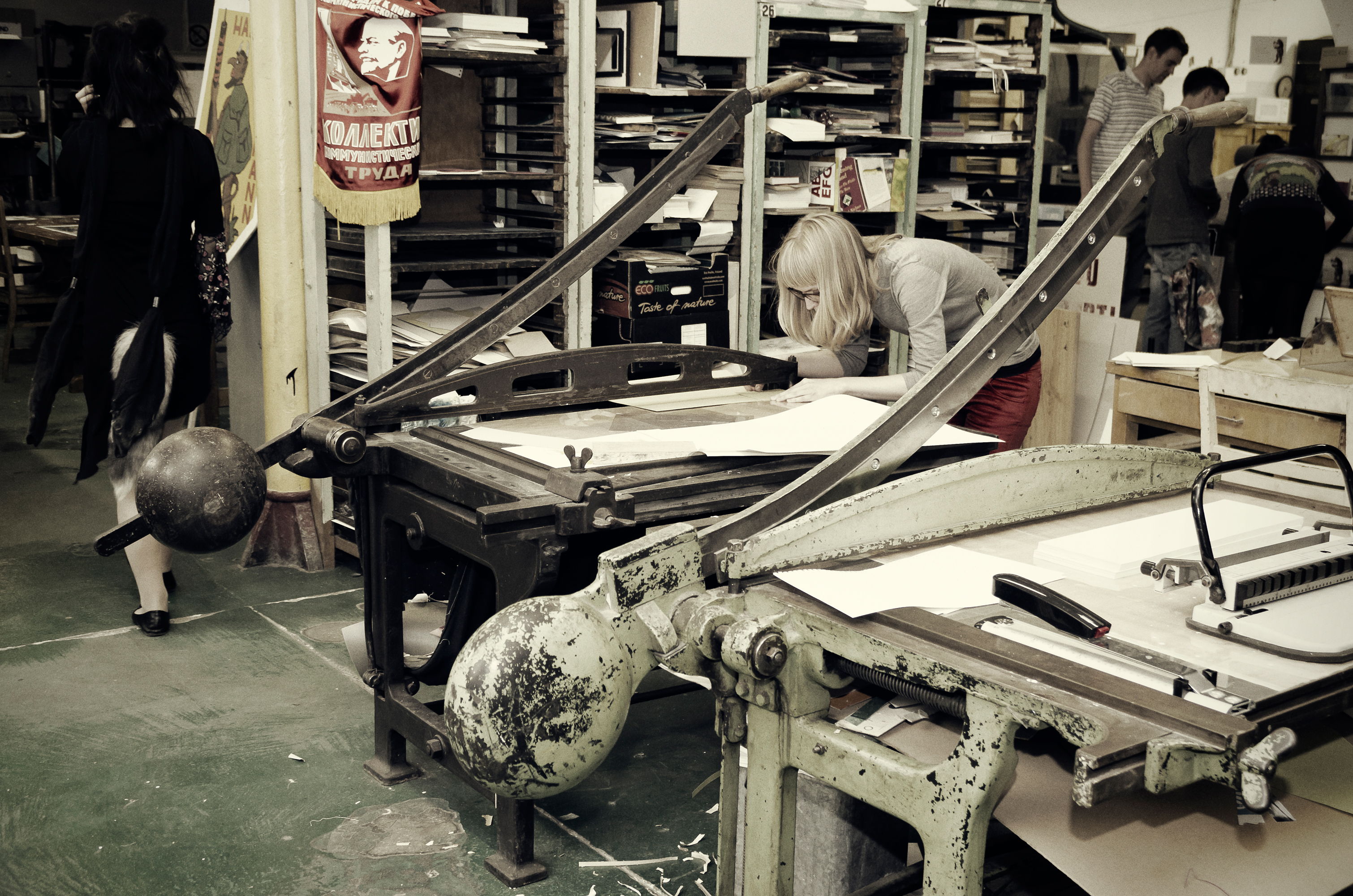
Techniques d'impression.
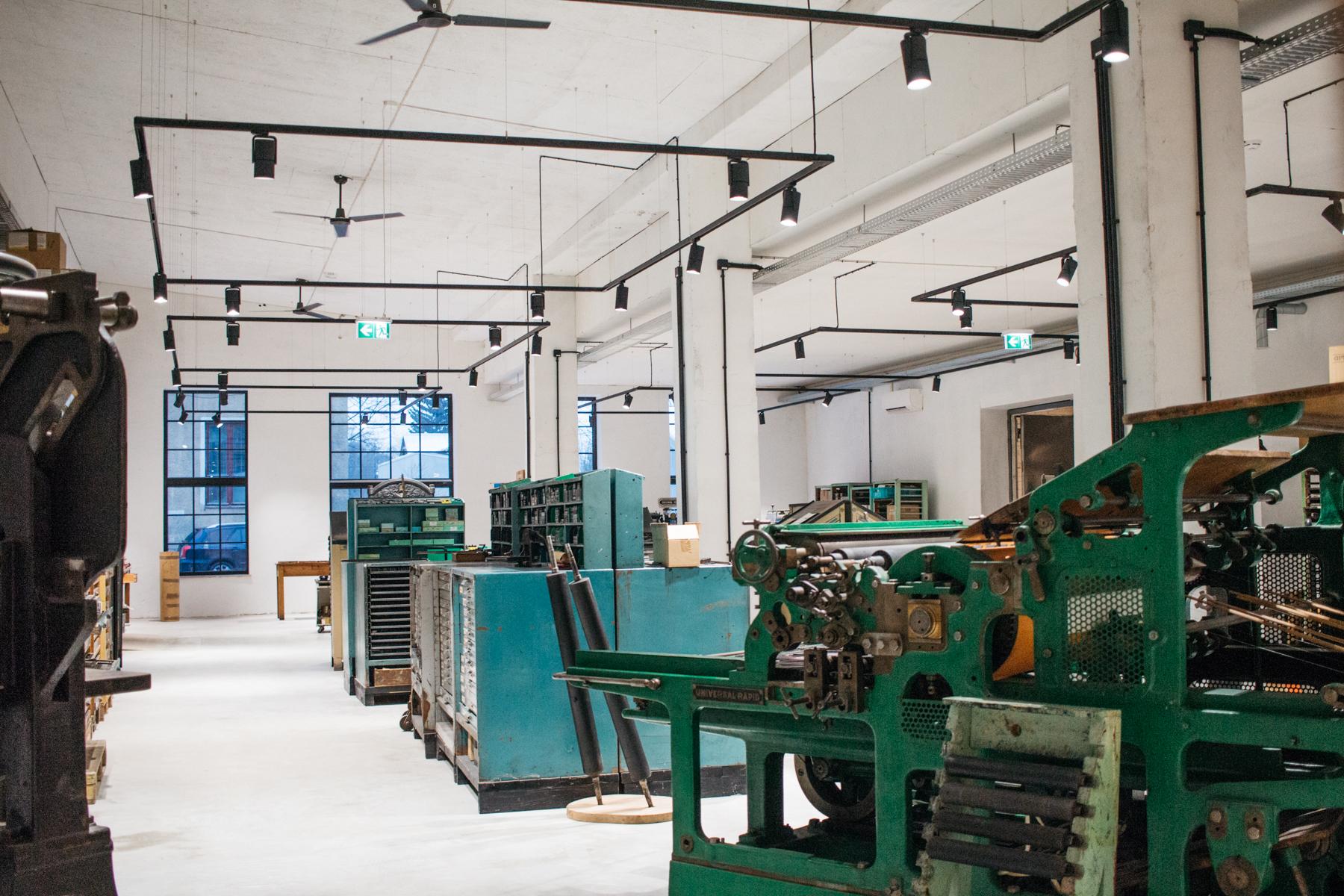
Salle d'impression